# Ronald Thomas (tennista)
Ronald Victor Thomas (7 agosto 1888 – 30 dicembre 1936) è stato un tennista australiano.

## Carriera
Arrivò in finale agli Australian Championships nel 1920 ma ne uscì sconfitto da Pat O'Hara Wood. Fu, altresì, un ottimo doppista, capace di trionfare 3 volte nei tornei dello Slam.

## Finali del Grande Slam

### Perse (1)
| Anno | Torneo                   | Avversario in finale | Risultato               |
| 1920 | Australian Championships | Pat O'Hara Wood      | 3–6, 6-4, 8-6, 1-6, 3-6 |